# فريدريك بريور
فريدريك بريور (بالإنجليزية: Frederic Pryor)‏ هو أستاذ جامعي واقتصادي أمريكي، ولد في 23 أبريل 1933 في كيسيمي في الولايات المتحدة، وتوفي في 2 سبتمبر 2019 في مقاطعة ديلاوير في الولايات المتحدة.

## وصلات خارجية
- فريدريك بريور على موقع الموسوعة البريطانية (الإنجليزية)